# 阿布納 (北卡羅萊納州)
阿布納（英語：Abner）是位於美國北卡羅萊納州蒙哥馬利縣的非建制地區。

## 歷史
阿布納的郵局於1898年設立，其後於1953年停運。

## 地理
阿布納所處的海拔為高於海平面230米（即755英呎），而該地所採用的時區為UTC-5，即北美东部时区（EST）。同時該地設有夏令時間，為UTC-5調快一小時，即UTC-4（EDT）。